# Han Bennink
Han Bennink (Zaandam, 17 aprile 1942) è un batterista olandese.
Occasionalmente suona anche clarinetto, violino, banjo, sassofono e piano.
Nel corso della sua carriera ha collaborato con Wes Montgomery, Peter Brötzmann, Terrie Ex, Cecil Taylor, Little Willie Littlefield, Paul Bley & Annette Peacock, Eric Dolphy, Don Cherry e altri.

## Album
- 1970: Solo (Instant Composers Pool)
- 1973: Nerve Beats (UMS, ALP, Atavistic)
- 1979: Solo - West/East (FMP)
- 1982: Tempo Comodo (Data Records)
- 1997: Serpentine (Songlines Recordings)
- 2001: Nerve Beats (Atavistic)
- 2007: Amplified Trio (Treader Records)